# 안희옥
안희옥(安熙玉, 1940년 9월 29일 ~ )은 대한민국의 정치인이다. 제16대 국회의원을 지냈으며 제7대 서울특별시의원이다. 제16대 국회에서 26일간 의원직에 있었던 것으로 유명하다.. 
김대중 대통령 시절 여성정책비서관과 민주당 총재특보 등을 지냈으며, 박종완 의원이 2004년 6월 재보궐선거 충주시장 출마를 위해 사직하면서 의원직을 승계하였다.
2년 뒤인 2006년에는 한나라당으로 당적으로 바꿔 서울시의회 의원에 출마해 당선됐다. 지역구는 성북구 제4선거구(장위제1동, 장위제2동, 장위제3동, 석관제1동, 석관제2동, 석관동)였다. 4년 뒤에는 한나라당 공천을 받지 못해 무소속 출마했으나 3위로 낙선했다.
2012년 11월에는 에세이집을 출간했고,2014년 6대 지방선거에서는 새누리당 용산구청장 후보 공천을 신청했으나 탈락했다.

## 역대 선거 결과
|  | 35.90% |

|  | 7.1% |

|  | 47.25% |

|  | 6.61% |